# Mirosław Kuśmierczak
Mirosław Kuśmierczak (ur. 1960) – generał brygady Straży Granicznej, od 3 listopada 2005 do 17 grudnia 2007 komendant główny Straży Granicznej.
Ukończył studia na Wydziale Prawa, Prawa Kanonicznego i Administracji Katolickiego Uniwersytetu Lubelskiego Jana Pawła II, a także Wyższy Kurs Obronny na Akademii Obrony Narodowej. Służbę w Straży Granicznej rozpoczął w 1993 roku. Pracował m.in. na stanowiskach dyrektora Inspektoratu Służby Granicznej, Zarządu Ochrony Granicy Państwowej i Biura Spraw Wewnętrznych. W latach 2002–2005 pracował w Najwyższej Izbie Kontroli. Do 2005 roku dosłużył się stopnia pułkownika. 21 lipca 2006 awansowany na generała brygady Straży Granicznej. 3 listopada 2005 powołany przez szefa MSWiA Ludwika Dorna na stanowisko komendanta głównego. Zdymisjonowany w grudniu 2007 roku. Jako pełniący obowiązki zastąpił go Jacek Bajger.
Odznaczony został Złotym Krzyżem Zasługi.